# La hija de un soldado nunca llora
La hija de un soldado nunca llora es una película dramática de 1998 dirigida por James Ivory y protagonizada por Lelee Sobieski y Kris Kristofferson. Es la adaptación de una novela con pinceladas autobiográficas de Kaylie Jones, hija del escritor James Jones.

## Argumento
James Jones es un autor de éxito y veterano de la Segunda Guerra Mundial. En 1960, él abandona los EE. UU., y se instala en París junto a su mujer y su hija, Kaylie. Una vez allí, deciden adoptar un niño abandonado por su madre biológica. El tiempo pasa, y Kaylie y su hermano adoptivo empiezan a conocer la vida en todos los sentidos: ella se enamora de un joven artista, pero lo abandonará después de que el padre enferme, y toda la familia deba trasladarse de nuevo a los EE. UU..

## Reparto
| Actor              | Papel                 |
| ------------------ | --------------------- |
| Leelee Sobieski    | Charlotte Willis      |
| Kris Kristofferson | Bill Willis           |
| Barbara Hershey    | Marcella Willis       |
| Jane Birkin        | Sra. Fortescue        |
| Dominique Blanc    | Candida               |
| Jesse Bradford     | Bill Willis (14 años) |
| Harley Cross       | Keith Carter          |

## Recepción
La película ha sido valorada en el presente en portales cinematográficos. En IMDb, con aproximadamente 2.500 votos registrados obtiene una media ponderada de 6,8 sobre 10.